# Meininger Hymne
Die Meininger Hymne war die Landeshymne vom Herzogtum Sachsen-Meiningen. Der Text stammt von Ludwig Bechstein vor 1836, die Melodie von Bernhard II. Erich Freund Herzog von Sachsen-Meiningen.
Eine Instrumentierung erfolgte durch Richard Mühlfeld am 9. Dezember 1900.

## Text
Brüder, singt mit lautem Freudenschall

Unsern Vaterlandsgesang,

Dass von Berg zu Berg der Wiederhall

Kündet unser Herzen Drang.

Sachsen-Meininger, so heißen wir

Und bleiben wir in Treu.

Biedrer Sinn und Eintracht walten hier

Und immer jung und neu.

Unsere Farben heißen weiß und grün,

Sind uns ein teu'res Pfand,

Unsere Herzen schlagen heiß und kühn

Bei dem Namen Vaterland!

Teu'res Land, wo uns're Wiege war,

O wie freudig sind wir Dein!

Laß uns lieben Dich für Immerdar

Und ewig treu Dir sein!

Schalle mächtig über Thal und Höhn

Unser Vaterlandsgesang!

Unser Volk ist gut, das Land ist schön

Und sein Nam' hat hellen Klang.

Ihm gehören wir, drum schwören wir

All' mit Herz und Mund und Hand

Unserm Herzog Treu, Treu dem Panier,

Hoch unser Vaterland!